# Mythicomyia atra
Mythicomyia atra är en tvåvingeart som beskrevs av Cresson 1915. Mythicomyia atra ingår i släktet Mythicomyia och familjen svävflugor. Inga underarter finns listade i Catalogue of Life.